# Königsdorf (Burgenland)
Königsdorf (węg. Királyfalva) – gmina w Austrii, w kraju związkowym Burgenland, w powiecie Jennersdorf. Liczy 726 mieszkańców (1 stycznia 2014).